# Steny Hoyer
Steny Hamilton Hoyer (født 14. juni 1939) er et demokratisk medlem af Repræsentanternes Hus, repræsenterende Maryland siden 1981. Den 16. november 2006 blev Hoyer valgt til flertalsleder i stedet for John Murtha fra Pennsylvania.

## Baggrund
Hoyer blev født i New York City men voksede op i Mitchellville, Maryland.
Hans afstamning er dansk; "Steny" er en variant af hans faders navn,"Steen", og Hoyer er en angliceret udgave af det danske efternavn "Høyer". Han bestod fra Suitland High School i Suitland, Maryland. I 1963 tog han eksamen med hæder (latin:cum laude) fra Marylands Universitets College Park, hvor han også blev medlem af Sigma Chi Broderskabet. Senere tog han sin juridiske embedseksamen fra Georgetown Universitetet i Washington, D.C. i 1966. I 1960'erne var Hoyer medhjælper for Senator Daniel Brewster (D-Maryland), sammen med den nuværende formand for Repræsentanternes Hus Nancy Pelosi.
Hoyer har tre døtre: Susan, Stefany, og Anne fra sit ægteskab med Judy Pickett Hoyer – som døde i 1997. Hoyer har også 3 børnebørn og et oldebarn blev født den 2. november 2006. Hans kone var talsmand for børns tidlige uddannelse, og børne-udviklingscentre i Maryland er opkaldt efter hende ("Judy Centers"). Hun led af epilepsi. Epilepsy Foundation of America sponsorerer et årligt offentligt foredrag i hendes navn. Hoyer har selv været fortaler for forskning på dette område og Epilepsy Foundation overrakte ham i 2002 deres Congressional Leadership Award.

## Politisk karriere
- Formand for Demokraternes Stemmeafgivelse (Engelsk: Democratic Caucus), den fjerde-højeste position blandt demokrater i Repræsentanternes Hus (1989-94).
- Tidligere næstformand for (og nuværende medlem af)Democratic Steering Committee
- Chef for rekrutteringen af nye kandidater for demokraterne i Repræsentanternes Hus (1995-00).
- Stedfortrædende majoritets-indpisker (Engelsk: Deputy Majority Whip) (1988-89.)
- Valgt enstemmigt af sine kolleger i Democratic Caucus til posten som Indpisker for demokraternes mindretal (Engelsk: House Democratic Minority Whip), den næst-højeste position blandt demokrater i Repræsentanternes Hus (2002-06).
- Leder af det demokratiske flertal i Repræsentanternes Hus. (2006-)

I Kongressen har Hoyer opbygget et ry som forsvarer af de Føderale ansatte, og en leder indenfor emner som uddannelse og menneske- og civile rettigheder. Han er nok mest kendt som den ledende sponsor i Repræsentanternes Hus for Help America Vote Act, som præsident Bush med sin underskrift ophøjede til lov den 29. oktober 2002 og for at sponsorere vedtagelsen af Americans with Disabilities Act of 1990.

### Positioner om internationale Spørgsmål
- Indien: Hoyer støtter civil nuklear samarbejde med Indien [9]
- Irak: Hoyer er imod at fortsætte Irak-krigen, og går ind for hvad han kalder en "ansvarlig gen-udstationering" ((Engelsk: "responsible redeployment") fra Irak. [10] Men han har på den anden side gentagne gange støttet lovgivning til fortsat betaling for krigen uden deadlines for troppe-tilbagetrækning, for nylig skete det som modydelse for forøgede bevillinger til indenlandske projekter[11].
- Israel: Hoyer støtter Israel, og har ofte allieret sig med AIPAC. I september 2007 kritiserede han republikaneren Jim Moran, efter at denne havde hævdet at AIPAC "havde været pådrivere for (Irak)krigen fra begyndelsen af" ,- og kaldte kommentarerne "faktuelt uakkurate" ((Engelsk: "factually inaccurate") [12].
- Menneskerettigheder: Hoyer er tidligere formand for Helsinkikommissionen og en stærk støtte af menneskerettigheder rundt om i verden.